# Будинок польського магістрату
Буди́нок по́льського магістра́ту (розмовне Ра́туша) в Кам'янці-Подільському (пол. Ratusz Polski, Ratusz Lacki) — ансамбль ратуші колишнього польського магістрату (з 1703 року — українсько-польського) міста Кам'янця-Подільського, що в Хмельницькій області. 
Цікавий сплав різностильових нашарувань — ренесансу, бароко, ампіру — на основі первісної готичної споруди. Розташований за адресою: площа Польський ринок 1.

## Історія

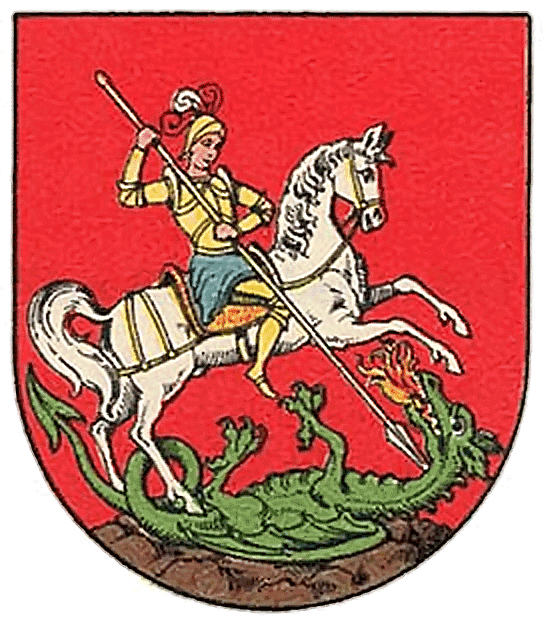
Святий Юрій — герб польської громади Кам'янця-Подільського на думку дослідників правив за герб усього міста

До 1793 року у будинку засідав польський і українсько-польський (з 1703 року) магістрат (за винятком 1672—1699 років, коли містом володіли турки). В XVII столітті у пивницях ратуші містилися камери для тортур інквізиторського суду. За часів російської займанщини в ансамблі ратуші розташовувалися магістрат і міська управа. Протягом 1870—1917 років у Будинку магістрату було міське поліцейське управління, а підвали використовували для попереднього ув'язнення затриманих. 
Після Другої світової війни проведено реконструкцію ансамблю (завершено у 1956 році). В 1950 роках приміщення ратуші займали пожежники. 
Від 1967 в Будинку магістрату вперше розміщено музейні експозиції. У травні 2002 року на першому поверсі ратуші місцевий підприємець Артур Гаспарян відкрив кафе «Ратуша». В 2003—2004 роках ансамбль повністю реконструйовано, збільшено експозиційні площі.

## Годинник

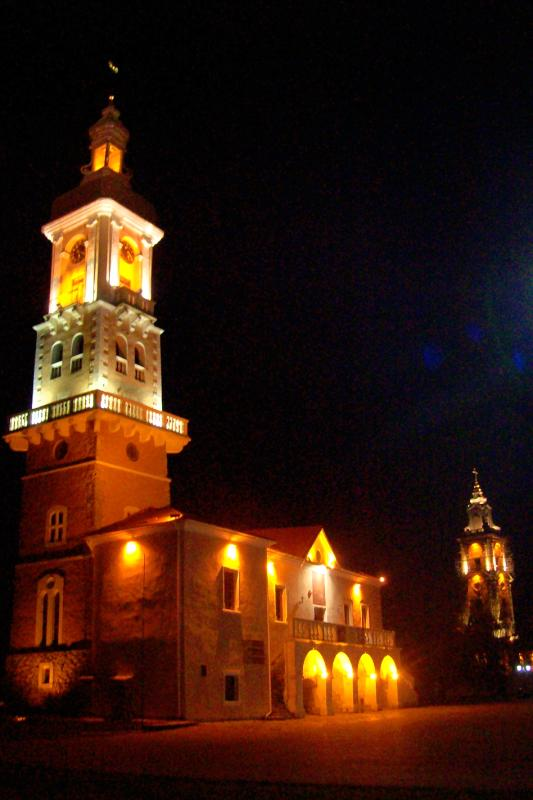
Сучасна ілюмінація ратуші та Домініканського костьолу

Окрасою вежі є годинник, встановлений у XVIII столітті. Він мав два дзвони, які 1753 року відлив з міді та срібла відомий львівський майстер Теодор Полянський (про це свідчить напис на самих дзвонах). Один з них важить 10100 кг, другий — 9300 кг. Дзвони були подаровані місту теребовлянським старостою Міхалом Францішеком Потоцьким, який відкупив їх у Домініканського костелу. Годинник, як писав у щоденнику Юліан Лотоцький, слугував для встановлення часу людям усього міста та його передмість.
Напередодні візиту до міста російського царя Олександра І запопадливі кам'янчани, бажаючи вразити монарха, так ілюмінували ратушу, що в ніч з 24 на 25 квітня 1818 року (за старим стилем) вона спалахнула. На щастя, ніч була тиха, і пожежа обмежилася самою ратушею. 1850 року будівлю знову спіткала пожежа. Роботу годинника відновлено аж 1884 року.
Пошкоджено ратушу та годинник й під час Другої світової війни. Нині один дзвін зберігається в Кам'янець-Подільському музеї, а бій другого можна почути у місті щогодини.
В 1981 році під час реставрації ансамблю ратуші було виявлено, що в давнину годинник було розміщено на рівні четвертого вежового ярусу. Однак механізм старого годинника не вцілів. На згадку про нього з трьох сторін вежі (крім південної) встановлено циферблати.

## Лобне місце
Перед балконом ратуші розташоване так зване Лобне місце — місце здійснення вироків. Тут у 1611 році єзуїтами було спалено видання протестантської Пановецької друкарні, а також страчено багатьох «єретиків». В XVII столітті — це звичне місце кривавого покарання гайдамаків. А в 1814, 1818 і 1823 рр. — непокірного повстанця Устима Кармалюка.

## Архітектура

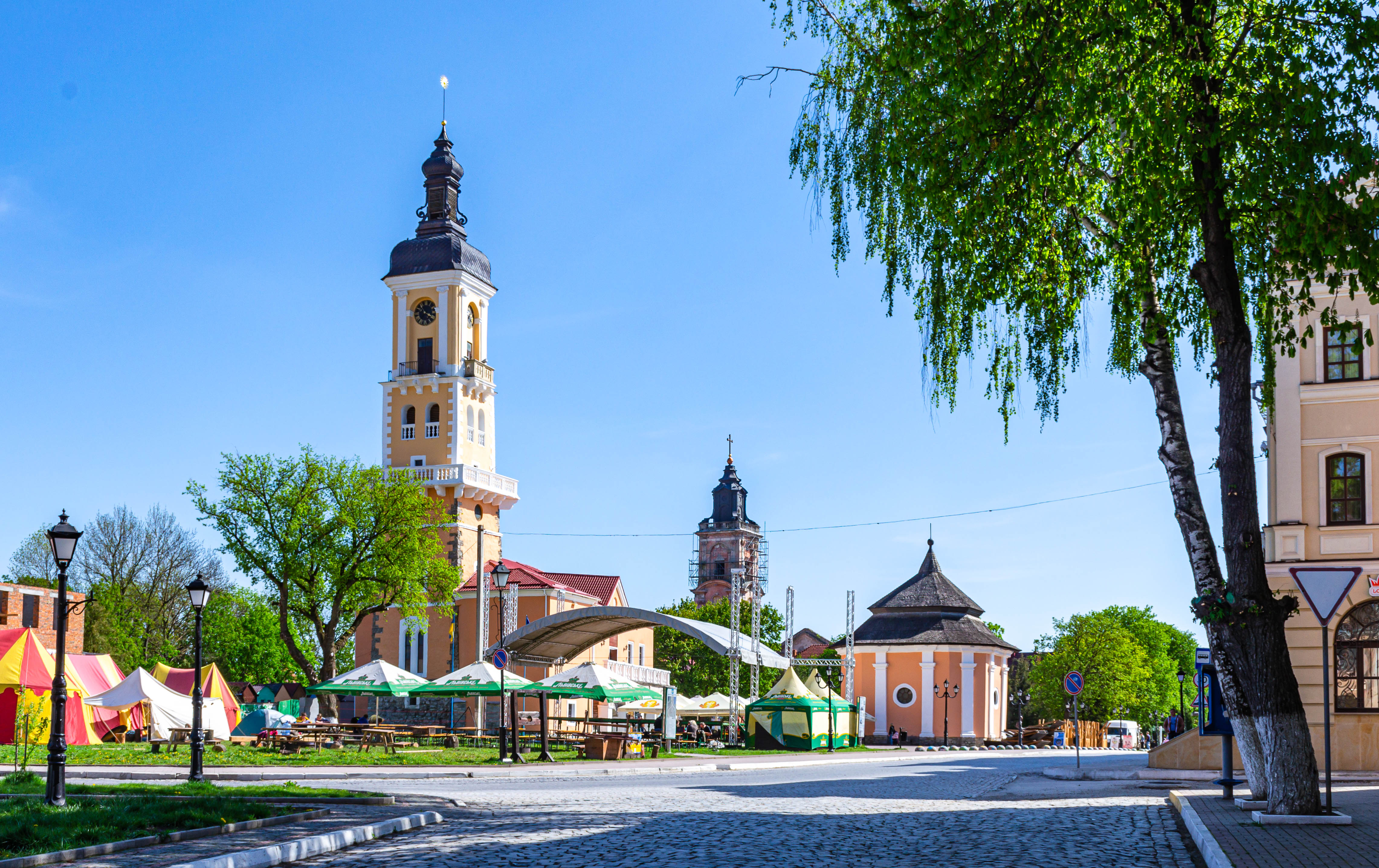
Будинок Польського магістрату

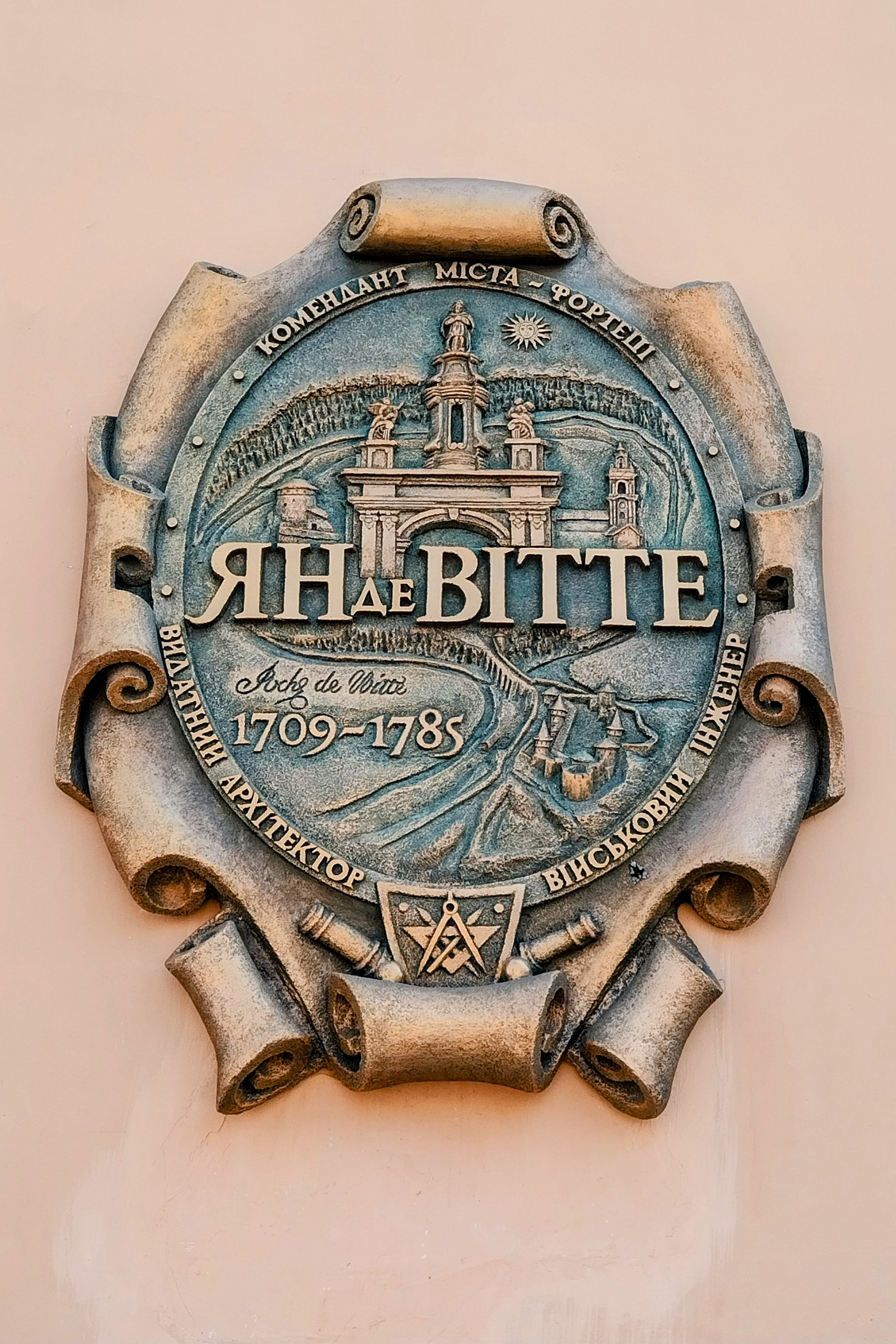
Меморіальна дошка Яну де Вітте

За різними оцінками будинок магістрату датують кінцем XIV-XVI століттям. Вважають, що спершу він був дерев'яним, а вже згодом мурованим. Розташований на Польському ринку в центральній дільниці старого міста. Сама ратуша складається з двох частин — двоповерхової споруди (власне, це і є ратуша — будинок ради) та шестиярусної годинникової вежі. Початково вони стояли окремо — на відстані 3 метри одна від одної. Після пожежі 1616 року об'єднані в ансамбль. Будинок мурований з каменю, тинькований. Має два поверхи і два яруси пивниць. Перший поверх і пивниці розплановано на дев'ять кімнат, другий поверх на десять. Вхід на другий поверх з балкона, розміщеному на аркаді, на яку можна піднятись двоспадовими сходами, оздобленими балюстрадою. У середині XVIII століття ансамбль ратуші перебудовано за проектом архітектора Яна де Вітте. Після реконструкції над дверним прорізом з балкона вмуровано меморіальну плиту з інскрипцією латинською: «Реставрацію ратуші подільської проведено коштом воєводства. Кам'янець. Року Божого 1754». Над написом зображено герб Поділля — сонце. Єдиний фронтон прикрашає чоловий фасад будинку. Кути вежі прикрашені рустуванням. На рівні п'ятого ярусу міститься балкон, що по периметру оперізує вежу. Балкон обперто на фігурні кронштейни та оздоблено балюстрадою. На наріжних частинах шостого, найвищого, ярусу розміщуються пілястри. Там же розташовані годинниковий циферблат (діючого годинника) і маленькі балкончики з чотирьох сторін. Завершується вежа карнизом, над яким вивищується купол. 
Будинок магістрату з'єднаний з іншими об'єктами міста за допомогою підземних ходів. 
Занесений до Державного реєстру національного культурного надбання, охоронний номер 738/0.